# Notturno di donna con ospiti
Notturno di donna con ospiti è un dramma teatrale di Annibale Ruccello. È andato in scena per la prima volta nel 1983, poi diversi anni dopo la morte di Ruccello è stato riproposto con la regia di Enrico Maria Lamanna e l'interpretazione di Giuliana De Sio nel ruolo di Adriana. Il testo attraversa diversi generi, dal dramma alla commedia, passando per il thriller.

## Trama
Adriana, ingenua casalinga incinta del terzo figlio, vive nella periferia di un paesino napoletano insieme al marito Michele, rude metronotte. La sua esistenza scorre lenta e inesorabile tanto da ritrovarsi spesso sola e annoiata; una notte d'estate però, mentre suo marito è al lavoro e Adriana è addormentata davanti al televisore, in casa piomba un'ospite inattesa: una donna spaventata infatti chiede rifugio alla donna in seguito ad un'aggressione subita per strada. Dopo averla accolta, Adriana riconosce nell'ospite la sua vecchia compagna di banco Rosanna, donna cinica e priva di tatto. La serata viene maggiormente movimentata dall'arrivo di Arturo, il marito di Rosanna che lei tradisce costantemente; questi comincia a corteggiare spudoratamente Adriana, la quale si ritrova ben presto al centro di una vicenda inimmaginabile, che si complica sempre di più quando al trio si aggiungono Michele e Sandro, ex fidanzato di Adriana appena uscito di galera. La presenza degli ospiti dà modo ad Adriana di riconsiderare la sua vita con occhio critico, esaminando la sua infanzia trascorsa con un padre remissivo e una madre opprimente. La folle e imprevedibile nottata lascia pesanti segni nella psiche di Adriana, che presa dalla disperazione e annebbiata dall'alcol, finisce per impazzire e uccide i figli.